# Церква Діви Марії (Брюссель)
Церква Діви Марії в Каплиці, Нотр-Дам-де-ла-Шапель (фр. Église Notre-Dame-de-la-Chapelle, нід. Onze-Lieve-Vrouw-ter-Kapellekerk) — римо-католицька церква, що розташована в районі Брюсселя Мароль, Бельгія.

## Історія
Церква заснована у 1134 графом Годфрі I біля міської фортечної стіни, а нинішня будівля датується 13 століттям. Частина конструкції була пошкоджена французами під час бомбардування Брюсселя у 1695 році (під час війни Великого Альянсу). Церкву Діви Марії було відновлено у 1866 році та повторно у в 1989 році. Над оздобленням працював Лукас Файдерб.
Пітер Брейгель старший похований у каплиці. Надгробний пам'ятник, споруджений його синами, досі на місці. У церкві також зберігають частину мощей Святого Боніфатія Брюссельського, єпископа Лозанни.